# Голубовская волость (Псковская область)

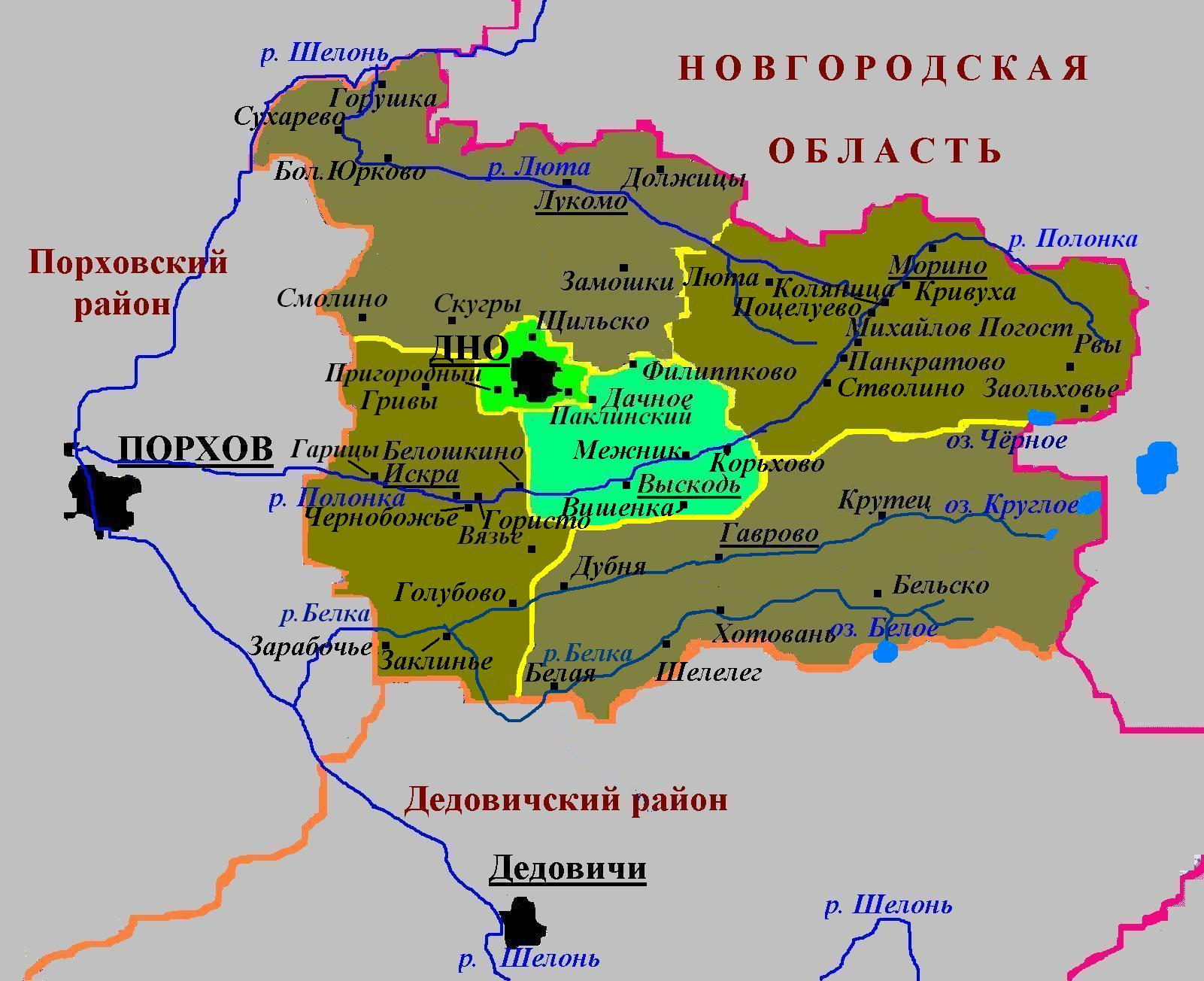
Административное деление Дновского района в 2006—2015

Голубовская волость — бывшая административно-территориальная единица 3-го уровня (1995—2005) в Дновском районе Псковской области России.
Административный центр — деревня Заклинье.

## География
Территория волости находилась на юго-востоке района.

## История
Территория волости в 1927 году вошла в Дновский район в виде ряда сельсоветов.
Указом Президиума Верховного Совета РСФСР от 16 июня 1954 года Заклинский сельсовет был переименован в Голубовский сельсовет с центром в д. Заклинье.
Постановлением Псковского областного Собрания депутатов от 26 января 1995 года все сельсоветы в Псковской области были переименованы в волости, в том числе Голубовский сельсовет был превращён в Голубовскую волость с центром в д. Заклинье.
Законом Псковской области от 28 февраля 2005 года в границах Октябрьской волости и части Голубовской волостей было образовано муниципальное образование Гавровская волость со статусом сельского поселения с 1 января 2006 года в составе муниципального образования Дновский район со статусом муниципального района.  Административным центром волости определена деревня Гаврово.

## Населённые пункты
В состав Голубовской волости входили 26 деревень: Вязовно, Вязье, Голубово, Дубенка, Заклинские Горки, Заклинье, Заполье, Зарабочье, Лысово, Новый Остров,  Твердилово, Телепнево, Белая, Врево, Головино, Городище, Дроздиха, Дубня, Житиницы, Заполье, Заячья Гора, Красный Бор, Межничок, Осье, Селивановы Горки, Шелелег.